# Renata de Almeida
Renata de Almeida (São Paulo, 28 de novembro de 1965) é produtora de cinema, cineasta, curadora e apresentadora de televisão brasileira. Foi casada com o crítico de cinema Leon Cakoff e desde 2011 é diretora da Mostra Internacional de Cinema de São Paulo, fundada por seu ex-marido.
Renata de Almeida é formada Cinema, Rádio e Televisão pela FAAP (Fundação Armando Álvares Penteado), fazendo especialização em documentário na The New School de Nova York. Juntamente com Adhemar Oliveira e Leon Cakoff foi a fundadora do grupo Mais Filmes. Também é sócia do circuito Cinearte, presente hoje em grandes cidades do Brasil como Belo Horizonte, Porto Alegre, Rio de Janeiro e Curitiba.
Nascida no Alto da Lapa na capital paulista, desde cedo interessou-se pelo cinema, onde assistia filmes de cineastas como Akira Kurosawa e Federico Fellini, além de fitas comerciais e voltadas ao grande público como A Gaiola das Loucas de 1978. Na década de 1990, quando conheceu e se casou com Leon Cakoff, Renata conheceu personagens do cinema de arte como Manoel de Oliveira, Wim Wenders, Abbas Kiarostami, Atom Egoyan, Amos Gitai, Quentin Tarantino, Dennis Hopper e Francis Ford Coppola.
Juntamente com Cunha Jr., apresenta a Mostra Internacional de Cinema na Cultura, através de uma parceria firmada entre a Fundação Padre Anchieta e a Mostra Internacional de Cinema de São Paulo, que apresenta filmes destaque em edições anteriores do evento legendados e dublados, em dias da semana e horários distintos.
Em 2010, produziu juntamente com seu marido, o filme O Estranho Caso de Angélica, do centenário diretor de cinema português Manoel de Oliveira. Dirigiu o curta-metragem Volte Sempre, Abbas, um retrato da visita do cineasta iraniano a São Paulo, produzindo os filmes corais Mundo Invisível (2011) e Bem-Vindo a São Paulo (2004) que enfoca o olhar de estrangeiros sobre a maior metrópole da América Latina, todos em parceria com Cakoff, com quem teve dois filhos, Jonas e Thiago.
Na Mostra Internacional de Cinema também desenvolve trabalhos editoriais, onde publicou  o livro “Gabriel Figueroa – O Mestre do Olhar” (1995) e “O Afeganistão”, de Mohsen Makhmalbaf (2001), prosseguindo com a parceria da editora Cosac Naify, que já lançou “Aleksander Sokúrov” (2002) e “Pier Paolo Pasolini” (2002); “O Anticinema de Yasujiro Ozu” (2003), “Abbas Kiarostami”, “Amos Gitai” (2004), “Manoel de Oliveira” (2005), “O Cinema Político Italiano – 1960-1979” (2006), “A Rampa”, de Serge Daney (2007), "Luis Buñuel" (2008). Em 2009, lançou o primeiro livro da série “Os Filmes da Minha Vida” através da Editoria Imprensa Oficial. Em 2010 lançou “À Espera do Tempo – Filmando com Akira Kurosawa", de Teruyo Nogami e “Cinema de Seduções – Os Filmes da Minha Vida 2". Em 2011 a Cosac Naify lançou em conjunto com Mostra o livro "Scorsese", de Richard Schickel; também foi lançado em 2011, em conjunto com a Imprensa Oficial, o livro “Filmes de Minha Vida 3”.
Tinha 12 anos na primeira edição da mostra. Foi nos Estados Unidos, onde conheceu Leon Cakoff. De volta ao Brasil, em 1989, passou a integrar a equipe do evento.
Renata carrega o título de Destaque Cultural de 2011, concedido pelo Prêmio Governador do Estado, e é vencedora do Prêmio Especial da APCA (Associação Paulista dos Críticos de Arte) de 2013.